# Coccobotrys (Agaricaceae)
Coccobotrys là một chi nấm trong họ Agaricaceae.

## Các loài
- Coccobotrys chilensis
- Coccobotrys xylophilus